# Бельдюговидные
Бельдюговидные (лат. Zoarcoidei) — подотряд морских лучепёрых рыб из отряда скорпенообразных (Scorpaeniformes). В состав подотряда включают 9 семейств. Представители обладают длинным лентовидным телом, а также удлинённым спинным и анальным плавникам. Ведут придонный образ жизни. 

## Список семейств бельдюговидных
Систематика и русские названия таксонов даны по книге Джорджа С. Нельсона «Рыбы мировой фауны» (4-е изд., 2009), вышедшей в русском переводе с некоторыми изменениями и значительными дополнениями к оригинальному изданию на английском языке (Nelson J.S. Fishes of the World. 4th edition. 2006):
- Anarhichadidae — зубатковые
- Bathymasteridae — батимастеровые
- Cryptacanthodidae — криворотовые
- Pholidae — маслюковые
- Ptilichthyidae — птилихтиевые
- Scytalinidae — сциталиновые
- Stichaeidae — стихеевые
- Zaproridae — запроровые
- Zoarcidae — бельдюговые